# Medal Tańskiego

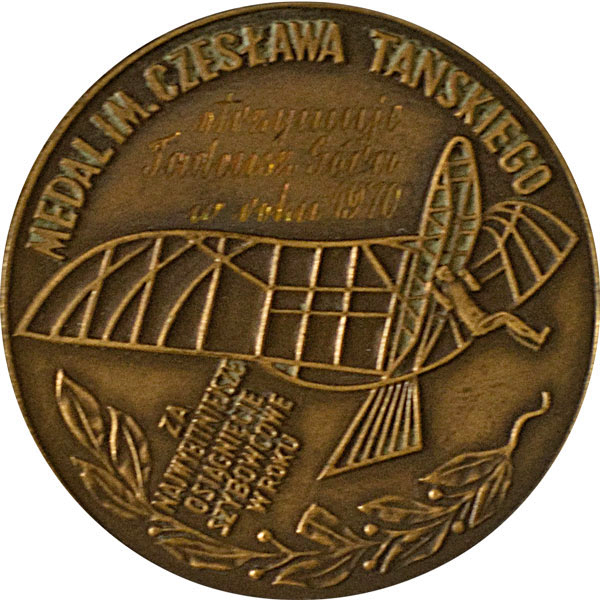
Awers Medalu Tańskiego

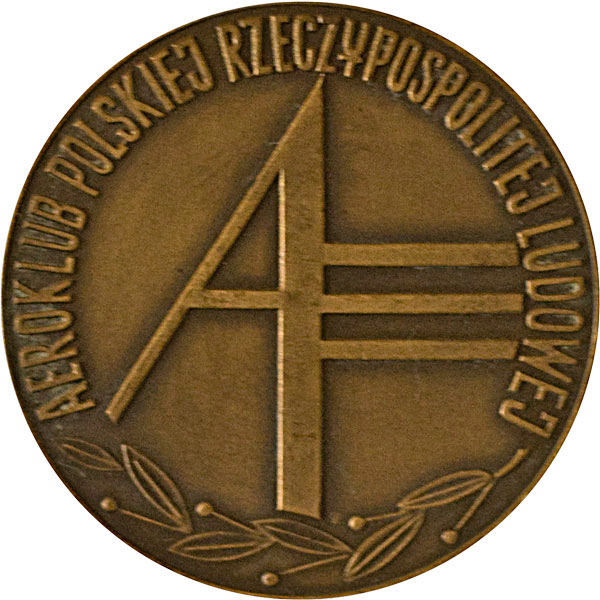
Rewers Medalu Tańskiego

Medal Tańskiego – najwyższe polskie wyróżnienie szybowcowe ustanowione na wniosek Lotniczej Komisji Historycznej Aeroklubu Polskiego dla upamiętnienia 60. rocznicy pierwszych wzlotów szybowcowych polskiego pioniera szybownictwa Czesława Tańskiego. 

## Historia
Zarząd Aeroklubu Polskiego 4 listopada 1957 uchwałą erekcyjną zatwierdził wniosek ustanawiając medal najwyższym w kraju wyróżnieniem za wybitne osiągnięcia szybowcowe. Od 2010 o przyznanie medalu do Zarządu Aeroklubu Polskiego wnioskuje kapituła złożona z dotychczasowych nagrodzonych medalem.
Pierwszym pilotem szybowcowym w historii wyróżnionym tym medalem była Pelagia Majewska w 1957 r. (za rok 1956).

## Wyróżnieni
Lista nagrodzonych:
- 1956 Pelagia Majewska (A. Warszawski)[1]
- 1957 Edward Makula (A. Śląski)
- 1958 Adam Witek (A. Wrocławski)
- 1959 Henryk Zydorczak (A. Ostrowski)
- 1960 Józef Dankowski (CSS Leszno)
- 1961 Jan Frey-Bielecki (A. Warszawski)
- 1962 Józef Pieczewski (A. Łódzki)
- 1963 Jan Wróblewski (A. Bydgoski)
- 1964 Adela Dankowska (A. Poznański)
- 1965 Adam Dziurzyński (A. Bielsko-Bialski)
- 1966 Stanisław Józefczak (A. Tatrzański)
- 1967 Franciszek Kępka (A. Bielsko-Bialski)
- 1968 Władysław Okarmus (SZD)
- 1969 Lucyna Krzywonos (A. Warszawski)
- 1970 Tadeusz Góra (A. Bielsko-Bialski)
- 1971 Henryk Muszczyński (A. Ostrowski)
- 1972 Stanisław Kluk (A. Stalowowolski)
- 1973 Adam Kurbiel (SZD)
- 1974 Jerzy Śmielkiewicz (SZD / A. Bielsko-Bialski)
- 1975 Janusz Centka (A. Leszczyński)
- 1976 Tadeusz Rejniak (APRL / A. Warszawski)
- 1977 Julian Ziobro (A. Podkarpacki)
- 1978 Janusz Becker (APRL) – pośmiertnie
- 1979 Walenty Hardt (A. Grudziądzki)
- 1980 Roman Gajos (A. Kielecki)
- 1981 Urszula Śliwiak (A. Warszawski)
- 1982 Janusz Gogała (A. Wrocławski)
- 1983–1989 nie przyznano
- 1990 Janusz Trzeciak (A. Rzeszowski)
- 1991 Henryk Sienkiewicz (A. Śląski)
- 1992 Waldemar Ratajczak (A. Poznański)
- 1993
  - Jerzy Makula (A. ROW)
  - Winfrid Schleicher (Niemcy)
- 1994 Bożena Demczenko-Grzelak (A. Zagłębia Miedziowego)
- 1995 Fred Windholz (Niemcy)
- 1996 Jan Gawęcki
- 1997–1998 nie przyznano
- 1999 Jerzy Kolasiński (A. Poznański)
- 2000 Sadomir Smoliński (A. Koniński)[5]
- 2001–2007 nie przyznano
- 2008 Bogumił Bereś (Biuro Projektowe „B”)
- 2009 Sebastian Kawa (A. Bielsko-Bialski)[6]
- 2010 Zbigniew Nieradka (A. Częstochowski)[7]
- 2011 Karol Staryszak (A. Mielecki)[7]
- 2012 Jacek Dankowski (Trener Szybowcowej Kadry Narodowej)[8]
- 2013 nie przyznano
- 2014 Łukasz Wójcik (A. Włocławski)[9]
- 2015 Adam Czeladzki (A. Warszawski)[10]
- 2016 Krzysztof Kubryński[11]
- 2017 Liceum Ogólnokształcące im. Czesława Tańskiego w Puszczy Mariańskiej[12][13]
- 2018 nie przyznano
- 2019 okolicznościowo z okazji 100-lecia Aeroklubu Polskiego wyróżniono po raz drugi trójkę szybowników[14]:
  - Adela Dankowska (pierwszy medal 1964),
  - Janusz Centka (pierwszy medal 1975),
  - Sebastian Kawa (pierwszy medal 2009)
- 2019 Tomasz Rubaj (A. Gliwicki)[15]
- 2020 Tomasz Kawa (Górska Szkoła Szybowcowa AP Żar / A. Bielsko-Bialski)[15]
- 2021 Łukasz Grabowski (Aeroklub Włocławski / Kolasiński Gliding Team)[16]

## Inne wyróżnienia szybowcowe
- Odznaka Szybowcowa
- Medal Pelagii Majewskiej
- Medal Lilienthala